# Ain't Nobody/Stop on By/Don't Go to Strangers
Ain't Nobody/Stop On By/Don't Go To Strangers è un 45 giri dei Rufus e Chaka Khan, pubblicato nel 1983 dall'etichetta discografica Warner Bros. Records che ricevette il Grammy Award for Best R&B Performance by a Duo or Group with Vocals 1984.

## I brani
Il singolo, inserito come bonus track studio dell'album live della band Stompin' at the Savoy, fu un grande successo internazionale, raggiungendo la prima posizione nella classifica R&B di Billboard, e la ventiduesima nella Billboard Hot 100. in Italia il disco raggiunse la sesta posizione.
Il leggendario produttore Quincy Jones, ascoltato il brano, chiese di poterlo destinare a Michael Jackson per l'album Thriller, ma l'autore si rifiutò avendolo già promesso a Chaka Khan..
Il brano, una delle signature song della cantante, fu oggetto di numerose cover e venne inserito nel film Breakdance.

## Lato B
Stop On By/Don't Go To Strangers sono il lato B del singolo, incise anch'esse in studio.

## Tracce
Lato A
1. Ain't Nobody – 4:41 (Wolinski)

Durata totale: 4:41
Lato B
1. Stop on By – 5:41 (Thomas, Womack)
2. Don't Go To Strangers – 4:14 (Evans, Kentz, Mann)

Durata totale: 9:55

## Classifiche
| Classifica (1983) | Posizione massima |
| ----------------- | ----------------- |
| Italia (FIMI)     | 6                 |